# العلمه، الجزایر
العلمه (به عربی: العلمة) شهری در استان سطیف واقع در کشور الجزایر است که در سال ۱۹۹۸ میلادی ۱۰۵٫۱۳۰ نفر جمعیت داشته و جمعیت آن در سال ۲۰۰۵ میلادی به ۱۳۹٫۸۰۸ نفر رسیده‌است.